# Campionati mondiali di tiro a volo 1967
I campionati mondiali di tiro 1967 furono la dodicesima edizione dei campionati mondiali di questo sport e si disputarono a Bologna.

## Risultati

### Uomini

#### Fossa olimpica
| Evento      | Oro                                                                      | Oro       | Argento                                                        | Argento   | Bronzo                                                                  | Bronzo    |
| Evento      | Atleta                                                                   | Risultato | Atleta                                                         | Risultato | Atleta                                                                  | Risultato |
| Individuale | Guy Renard                                                               | 283       | Richard Loffelmacher                                           | 282       | Adam Smelczyński                                                        | 282       |
| A squadre   | Italia Silvano Basagni Ennio Mattarelli Angelo Scalzone Galliano Rossini | 732       | Stati Uniti James Beck C. Bishop B. Hicks Richard Loffelmacher | 719       | Unione Sovietica Alexander Alipov K. Daraseliya Y. Kostylev P. Senitsev | 716       |

#### Skeet
| Evento      | Oro                                                                             | Oro       | Argento                                                        | Argento   | Bronzo                                                             | Bronzo    |
| Evento      | Atleta                                                                          | Risultato | Atleta                                                         | Risultato | Atleta                                                             | Risultato |
| Individuale | Konrad Wirnhier                                                                 | 198       | Evgeniy Petrov                                                 | 197       | Yuri Tsuranov                                                      | 197       |
| A squadre   | Unione Sovietica Nikolai Durnev Evgeniy Kondratiev Evgeniy Petrov Yuri Tsuranov | 392       | Italia Loris Beccheroni Giancarlo Chiono L. Rivoira S. Rivoira | 375       | Danimarca O. Folting Benny Peter Jensen K. Petersen Benny Seiffert | 374       |

### Donne

#### Fossa olimpica
| Evento      | Oro                 | Oro       | Argento            | Argento   | Bronzo        | Bronzo    |
| Evento      | Atleta              | Risultato | Atleta             | Risultato | Atleta        | Risultato |
| Individuale | Elisabeth von Soden | 86        | Valentina Gerasina | 82        | Vera Verigina | 77        |

#### Skeet
| Evento      | Oro            | Oro       | Argento          | Argento   | Bronzo          | Bronzo    |
| Evento      | Atleta         | Risultato | Atleta           | Risultato | Atleta          | Risultato |
| Individuale | Larisa Gurvich | 94        | Klavdia Smirnova | 93        | Mirella Lenzini | 85        |

## Medagliere
Nazione ospitante
| Posiz. | Nazione          | Oro | Argento | Bronzo | Totale |
| ------ | ---------------- | --- | ------- | ------ | ------ |
| 1      | Unione Sovietica | 2   | 3       | 3      | 8      |
| 2      | Germania Ovest   | 2   | 0       | 0      | 2      |
| 3      | Italia           | 1   | 1       | 1      | 3      |
| 4      | Belgio           | 1   | 0       | 0      | 1      |
| 5      | Stati Uniti      | 0   | 2       | 0      | 2      |
| 6      | Danimarca        | 0   | 0       | 1      | 1      |
| 6      | Polonia          | 0   | 0       | 1      | 1      |